# Grote Prijs van Montréal 2015
De zesde editie van de wielerwedstrijd Grote Prijs van Montréal werd gehouden op 13 september 2015. De wedstrijd maakte deel uit van de UCI World Tour 2015. Titelverdediger was de Australiër Simon Gerrans. Deze editie werd gewonnen door de Belg Tim Wellens.

## Deelnemende ploegen
| 17 UCI World Tour-ploegen | 17 UCI World Tour-ploegen | 17 UCI World Tour-ploegen | 4 wildcards       |
| ------------------------- | ------------------------- | ------------------------- | ----------------- |
| AG2R La Mondiale          | Giant-Alpecin             | Movistar                  | Canadese selectie |
| Astana                    | IAM Cycling               | Orica-GreenEdge           | Bora-Argon 18     |
| BMC Racing Team           | Katjoesja                 | Team Sky                  | Drapac            |
| Cannondale-Garmin         | Lampre-Merida             | Tinkoff-Saxo              | Team Europcar     |
| Etixx-Quick Step          | LottoNL-Jumbo             | Trek Factory Racing       |                   |
| FDJ                       | Lotto Soudal              |                           |                   |
|                           |                           |                           |                   |
|                           |                           |                           |                   |

## Uitslag
| Plaats  | Naam              | Ploeg             | Tijd    |
| ------- | ----------------- | ----------------- | ------- |
| Winnaar | Tim Wellens       | Lotto Soudal      | 5u20'9" |
| 2       | Adam Yates        | Orica-GreenEDGE   | z.t.    |
| 3       | Rui Costa         | Lampre-Merida     | + 2"    |
| 4       | Jan Bakelants     | AG2R-La Mondiale  | + 4"    |
| 5       | Tiesj Benoot      | Lotto-Soudal      | + 4"    |
| 6       | Wilco Kelderman   | LottoNL-Jumbo     | + 5"    |
| 7       | Romain Bardet     | AG2R-La Mondiale  | + 5"    |
| 8       | Robert Gesink     | LottoNL-Jumbo     | + 9"    |
| 9       | Philippe Gilbert  | BMC Racing Team   | + 9"    |
| 10      | Tom-Jelte Slagter | Cannondale-Garmin | + 9"    |

2010 · 2011 · 2012 · 2013 · 2014 · 2015 · 2016 · 2017 · 2018 · 2019 · 2020-2021 · 2022 · 2023 · 2024
 Tour Down Under · 
 Parijs-Nice · 
 Tirreno-Adriatico · 
 Milaan-San Remo ·
 E3 Harelbeke ·
 Ronde van Catalonië ·
 Gent-Wevelgem ·
 Ronde van Vlaanderen ·
 Ronde van Baskenland ·
 Parijs-Roubaix ·
 Amstel Gold Race ·
 Waalse Pijl ·
 Luik-Bastenaken-Luik ·
 Ronde van Romandië ·
 Ronde van Italië ·
 Critérium du Dauphiné ·
 Ronde van Zwitserland ·
 Ronde van Frankrijk ·
 Clásica San Sebastián ·
 Ronde van Polen ·
/ Eneco Tour ·
 Vattenfall Cyclassics ·
 GP Ouest-France Plouay ·
 Grote Prijs van Quebec ·
 Ronde van Spanje ·
 Grote Prijs van Montreal ·
 UCI Ploegentijdrit ·
 Ronde van Lombardije